# Jamil Awad

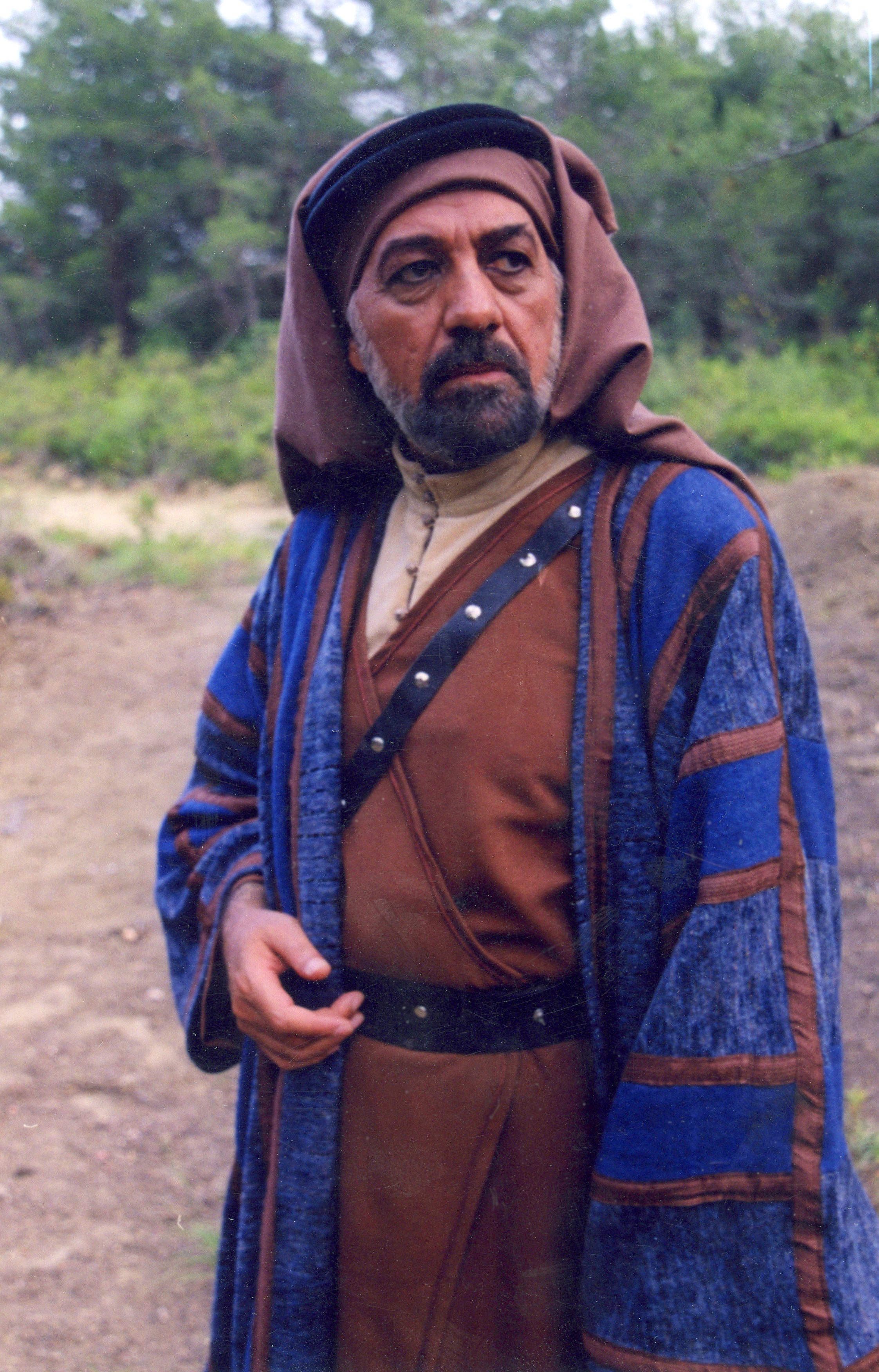
Jamil Awad

Jamil o Yamil, cuyo nombre completo es Jamil Yusef Awad, (en árabe: جميل يوسف عواد) nacido en el año 1937, es un actor jordano, famoso en la interpretación de personajes fuertes y rígidos. 
Estudió Diseño de Interiores y fue presidente del Departamento de Bellas Artes en el Ministerio de Cultura y Arte durante el año 1964.
Trabajo en la Televisión Jordana cuando se inauguró en el año 1968, luego dejó Amán, para volver en el año 1974 y sacar su primera obra de teatro, cuyo nombre sería Al-Gaib. 
Awad está casado con la actriz jordana Juliette Awad. 

## Series
- Al-Qarar As-Sa’ab

- Al-Kaff wa Al-Mekhraz

- Abna’ Ad-Daia’a

- Akher Al-Fursan

- Ar-Rahil

- Al-Mokhawy Ad-Dib

- Datos: Q9010749
- Multimedia: Jamil Awad / Q9010749